# Spring City (Tennessee)
Spring City es un pueblo ubicado en el condado de Rhea en el estado estadounidense de Tennessee. En el Censo de 2010 tenía una población de 1.981 habitantes y una densidad poblacional de 289,94 personas por km².

## Geografía
Spring City se encuentra ubicado en las coordenadas 35°41′11″N 84°51′51″O / 35.68639, -84.86417. Según la Oficina del Censo de los Estados Unidos, Spring City tiene una superficie total de 6.83 km², de la cual 6.75 km² corresponden a tierra firme y (1.18%) 0.08 km² es agua.

## Demografía
Según el censo de 2010, había 1.981 personas residiendo en Spring City. La densidad de población era de 289,94 hab./km². De los 1.981 habitantes, Spring City estaba compuesto por el 92.78% blancos, el 3.74% eran afroamericanos, el 0.66% eran amerindios, el 0.3% eran asiáticos, el 0.15% eran isleños del Pacífico, el 0.25% eran de otras razas y el 2.12% pertenecían a dos o más razas. Del total de la población el 1.21% eran hispanos o latinos de cualquier raza.